# Guy Leclercq (compositeur)
 (juillet 2015).
Si vous disposez d'ouvrages ou d'articles de référence ou si vous connaissez des sites web de qualité traitant du thème abordé ici, merci de compléter l'article en donnant les références utiles à sa vérifiabilité et en les liant à la section « Notes et références ».
Pour les articles homonymes, voir Guy Leclercq et Leclercq.
Guy Leclercq est un compositeur, musicologue et pédagogue français.

## Formation
Guy Leclercq fait ses études au Conservatoire national supérieur de musique de Paris où il obtient cinq premiers prix en harmonie (1er nommé), contrepoint, fugue, histoire de la musique et analyse. Il est aussi agrégé de musique en 1977 et docteur en musicologie, sa thèse, soutenue à Tours porte sur la musique pour piano de Gabriel Fauré.

## Enseignement
Titulaire de la classe d'écriture du Conservatoire à rayonnement régional de Dijon de 1985 à 2013, Guy Leclercq s'est rapidement fait reconnaître comme un des plus brillants pédagogues de l'harmonie, en orientant son enseignement vers l'arrangement et la composition à travers l'étude des grands maîtres. Il a également enseigné à l'Université de Bourgogne de 1983 à 2001.

## Compositions
- Ondes, pour marimba, 2002
- La mer est plus belle, en la majeur, pour chœur de femmes et piano sur un texte de Paul Verlaine, 2003
- Au bord du quai, en fa  majeur, pour chœur à 4 voix et piano sur un texte d'Emile Verhaeren, 2003
- Le vaisseau fantôme, en la majeur pour chœur de femmes et piano sur un texte de Jules Laforgue
- Ondine, poème symphonique pour soprano, violoncelle, piano et orchestre, 2005
- Bichromie, pour guitare, 2 violons, alto et violoncelle, 2007
- Espérences, pour orgue, 2008
- Dijon, chanson pour ténor et orchestre symphonique, 2008
- Messe brève, pour chœur mixte et orgue, 2010
- Jeux, pour orchestre à cordes et percussions, 2012
- Sonate pour flûtes et piano, 2012
- Quatuor à cordes, 2013
- Salve regina, pour chœur mixte à 5 voix et orgue, 2014